# .li
.li là tên miền quốc gia cấp cao nhất (ccTLD) của Liechtenstein. Được tạo ra vào năm 1993. Tên miền được bảo trợ và quản lý bởi Fachhochschule Liechtenstein (Trường Chuyên nghiệp của Liechtenstein) ở Vaduz, nhưng tên miền với phần mở rộng có thể đăng ký với SWITCH, quản lý của tên miền .ch của Thụy Sĩ. Không có yêu cầu nào khi nộp đơn xin phần mở rộng. Việc đăng ký tên miền quốc tế hóa đã được chấp nhận từ tháng 3 năm 2004 (xem chi tiết).

### Cách dùng của Long Island
Tên miền quốc gia cấp cao nhất (ccTLD) của Liechtenstein (.li) đã được dùng để nói về Long Island .